# Charles Dallery
 (juin 2024).
Si vous disposez d'ouvrages ou d'articles de référence ou si vous connaissez des sites web de qualité traitant du thème abordé ici, merci de compléter l'article en donnant les références utiles à sa vérifiabilité et en les liant à la section « Notes et références ».
Thomas Charles Auguste Dallery, né le 4 septembre 1754 à Amiens et mort le 1er juin 1835 à Jouy-en-Josas, est un mécanicien, un inventeur et un facteur d'orgues français.

## Biographie

### Un génie de l'invention

#### Le facteur d'orgues
Fils de Charles, facteur d'orgues amiénois de grande réputation, et de Marie Adrienne Revet, Thomas Charles Auguste Dallery apprit le métier avec son père. Il établit un système de soufflerie pour l'orgue Saint-Pierre de Montdidier (Somme) et perfectionna ainsi pour longtemps cet instrument. Sa prometteuse carrière de facteur d'orgues s'arrêta brutalement à la Révolution. Charles Dallery se tourna alors vers d'autres domaines dans lesquels son esprit inventif prit toute sa mesure.
Son père Charles Dallery restaura, de 1765 à 1769 l'orgue de tribune de la cathédrale Notre-Dame d'Amiens en le dotant de trois claviers et de trente deux jeux,. Parmi les orgues conçus ou restaurés par Charles Dallery père, on peut citer :
- l'orgue de l'église Notre-Dame-de-la-Chapelle d'Abbeville ;
- l'orgue de l'église Saint-Leu d'Amiens ;
- l'orgue de l'église Notre-Dame de Marissel à Beauvais ;
- l'orgue de l'abbaye de Valloires à Argoules.

#### L'horloger
Il fabriqua dès l'âge de 12 ans des horloges de bois à équation d'une grande précision.

#### L'améliorateur de la harpe
Charles Dallery perfectionna le fonctionnement de la harpe en lui permettant d'exécuter des demi-tons. Ayant soumis son invention à un fabricant de Paris, celui-ci déposa un brevet en son propre nom et le mérite de l'invention n'en fut pas reconnu à Charles Dallery.
L'aéronaute
Il fut le premier à faire voler un ballon aérostatique à Amiens en décembre 1783[Information douteuse]. Devant le succès rencontré, des vols furent ensuite organisés à Abbeville, Arras et Saint-Omer.
Le pyrotechnicien
Il confectionne toutes les pièces d'un feu d'artifice tiré tous les ans à l'Abbaye de Corbie, où son père avait construit l'orgue.

#### Le mécanicien
En 1780, Dallery inventa une machine à vapeur avec chaudière tubulaire pour une voiture qui circula dans Amiens, mais il renonça à cette idée et utilisa sa machine pour battre l'étain des tuyaux d'orgue de son atelier. Il conçut également un mécanisme à vapeur qu'il proposa à l'hospice de Bicêtre, près de Paris, pour remonter l'eau du puits.

#### L'inventeur du moulin à ailes horizontales
Il inventa un nouveau système de moulin à vent  à mouvement constant et avec des ailes tournant horizontalement. Il proposa son invention à municipalité d'Amiens, mais la population se raillant de cette invention, la surnomma « moulin de la folie », Charles Dallery, déçu et blessé, quitta définitivement la ville.

### De la machine à vapeur à l'hélice
Il propose son invention de machine à vapeur à un industriel fabricant de limes à Amboise et à Nevers avec succès. Il suggère ensuite au Gouvernement d'appliquer sa machine au moulin à farine, mais les difficultés de la conjoncture font échouer le projet.
Charles Dallery se consacre alors à la bijouterie et à l'horlogerie. En 1793, il invente une montre de la taille d'une pièce de cinquante centimes fixée sur une bague que l'on pouvait porter au doigt mais le coût de fabrication rendit son prix de vente prohibitif.
Il met au point des procédés nouveaux dans la bijouterie et l'orfèvrerie : le modelé d'or, le grené et le découpé, dont il détint le monopole à Paris pendant vingt-cinq ans et dont il a, en plus, conçu les outils pour les produire.

### Le bateau à hélice
À l'époque où  l'Américain Robert Fulton faisait naviguer un bateau à roue à aubes sur la Seine, Dallery eut le premier l'idée d'appliquer l'hélice à la navigation à vapeur et déposa à cet effet un brevet d'invention en 1803. Ce brevet décrit quatre inventions majeures : la chaudière tubulaire, l'hélice propulseur, l'hélice ventilateur et les mâts rentrants. Mais, au moment de mettre son bateau à flot, son invention ne reçut pas l'appui financier nécessaire. Ruiné, Charles Dallery, par désespoir, détruisit de ses propres mains son bateau sans avoir pu l'achever.
Il se consacra alors jusqu'à sa mort à son travail d'apprêteur d'or.

## Hommages
- Amiens :
  - il fut membre de l'Académie des sciences, des lettres et des arts d'Amiens ;
  - une rue du quartier Saint-Leu porte son nom ;
  - un Monument à Charles Dallery, réalisé par Albert Roze et Amédée Milvoy, est érigé dans le square Montplaisir ;
  - un buste en marbre du sculpteur Louis Lévêque fut remis par Napoléon III en 1868 à la ville pour être exposé au Musée de Picardie.
- Jouy-en-Josas (Yvelines) : une rue porte son nom.
- La ville de Paris a donné son nom à une voie de la capitale, dans le 11e arrondissement : le passage Charles-Dallery.